# Slagelse Provsti
Slagelse Provsti er et provsti i Roskilde Stift. Provstiet blev dannet 1. januar 2014 ved en sammenlægning af Slagelse Provsti (før 2014) og Skælskør Provsti og hed indtil 1. januar 2016 Slagelse-Skælskør Provsti.
Slagelse Provsti består af 41 sogne med 42 kirker, fordelt på 20 pastorater.

## Pastorater
| Pastorater i Slagelse-Skælskør Provsti | Pastorater i Slagelse-Skælskør Provsti              | Pastorater i Slagelse-Skælskør Provsti      |
| -------------------------------------- | --------------------------------------------------- | ------------------------------------------- |
| Agersø-Omø Pastorat                    | Antvorskov Pastorat                                 | Boeslunde Pastorat                          |
| Gimlinge-Hyllested Pastorat            | Halskov Pastorat                                    | Høve-Flakkebjerg-Skørpinge-Fårdrup Pastorat |
| Kirke Stillinge-Hejninge Pastorat      | Lundforlund-Gerlev-Slots Bjergby-Sludstrup Pastorat | Magleby-Ørslev-Holsteinsborg Pastorat       |
| Nørrevang Pastorat                     | Sankt Mikkels Pastorat                              | Sankt Peders-Havrebjerg Pastorat            |
| Sankt Povls Pastorat                   | Skælskør-Eggeslevmagle Pastorat                     | Sorterup-Ottestrup-Kindertofte Pastorat     |
| Sønderup-Nordrupvester-Gudum Pastorat  | Sørbymagle-Kirkerup Pastorat                        | Tjæreby-Sønder Bjerge-Venslev Pastorat      |
| Tårnborg Pastorat                      | Vemmelev-Hemmeshøj Pastorat                         |                                             |

## Sogne
| Sogne i Slagelse Provsti | Sogne i Slagelse Provsti | Sogne i Slagelse Provsti |
| ------------------------ | ------------------------ | ------------------------ |
| Agersø Sogn              | Antvorskov Sogn          | Boeslunde Sogn           |
| Eggeslevmagle Sogn       | Flakkebjerg Sogn         | Fårdrup Sogn             |
| Gerlev Sogn              | Gimlinge Sogn            | Gudum Sogn               |
| Halskov Sogn             | Havrebjerg Sogn          | Hejninge Sogn            |
| Hemmeshøj Sogn           | Holsteinborg Sogn        | Hyllested Sogn           |
| Høve Sogn                | Kindertofte Sogn         | Kirke Stillinge Sogn     |
| Kirkerup Sogn            | Lundforlund Sogn         | Magleby Sogn             |
| Nordrupvester Sogn       | Nørrevang Sogn           | Omø Sogn                 |
| Ottestrup Sogn           | Sankt Mikkels Sogn       | Sankt Peders Sogn        |
| Sankt Povls Sogn         | Skælskør Sogn            | Skørpinge Sogn           |
| Slots Bjergby Sogn       | Sludstrup Sogn           | Sorterup Sogn            |
| Sønder Bjerge Sogn       | Sønderup Sogn            | Sørbymagle Sogn          |
| Tjæreby Sogn             | Tårnborg Sogn            | Vemmelev Sogn            |
| Venslev Sogn             | Ørslev Sogn              |                          |